# Tamari
Abréviation de tamari-shōyu (溜り醬油), tamari désigne au Japon une sauce de soja traditionnelle, selon la méthode dite chinoise ou « à l'ancienne », faite exclusivement avec des haricots ou des tourteaux de soja, sans ajout de céréales ni autres additifs.
Initialement, le tamari était extrait de la fermentation du miso.
Il est plus dense (d'où son nom de tamari qui signifie « accumulé », « concentré », « brut »), de couleur plus foncée et notablement moins salé. Cette appellation est plus ou moins associée à un label « biologique » ou macrobiotique, qui reste cependant à vérifier par le consommateur au cas par cas, surtout en Europe où le mot « tamari » a été utilisé comme nom de marque.
Enfin, même au Japon, certains fabricants ajoutent quand même une petite proportion de blé dans leur tamari.